# Leioproctus fucosus
Leioproctus fucosus là một loài Hymenoptera trong họ Colletidae. Loài này được Michener mô tả khoa học năm 1989.